# وايلد بلود
وايلد بلود (بالإنجليزية: Wild Blood)‏
هي لعبة فيديو من نوع تقطيع وذبح من تطوير ونشر شركة غيم لوفت.
أطلقت اللعبة لنظامي أندرويد وآي أو أس في 6 سبتمبر 2012.